# تمزق وتر العضلة ذات الرأسين
تمزق وتر العضلة ذات الرأسين أو قطع وتر العضلة ذات الرأسين هو تمزقٌ جزئيٌ أو كليٌ لوتر العضلة ذات الرأسين وقد يحدث للرأس القصير أو للرأس الطويل أو كلاهما سواء من الجهة القاصية أو الدانية.

## العلامات والأعراض
عند حدوث تمزق وتر العضلة ذات الرأسين فإن الجزء البارز من العضلة يتغير على الذراع ويعرف عادةً بتشوه باباي.

## الأسباب
يحدث تمزق وتر العضلة ذات الرأسين عادة أثناء الأنشطة الرياضية، وتحدث الأصابات القلعية لوتر العضلة ذات الرأسين البعيد عادةً اثناء حمل الأشياء.

## العلاج
يمكن علاج أصابات التمزق الحادة في العضلة ذات الرأسين بطرق غير جراحية وبنتائج مقبولة، ولكن قد تؤدي الإصابة إلى فقدان 30% من قوة انثناء الكوع وفقدان 30-50% من قوة بسط الساعد ولذلك يوصى بالتدخل الجراحي. وعادةً ما يتم علاج تمزق الوتر البعيد للعضلة ذات الرأسين الكامل بإعادة ربط وتر العضلة في المنشأ الأصلي بواسطة النفق العظمي أو الأزرار الجراحية ومثبتات الخياطة، كما يمكن أستخدام العلاج الجراحي لعلاج تمزق الرأس الطويل القريب بطريقتين مختلفة تتضمن تحرير الوتر من الرأس الحقي وإعادة تثبيته بمسمار أو بالغرز الجراحية في عظمة العضد. أو بتحرير بسيط للرأس الطويل دون إعادة تثبيته بعظمة العضد مما يسمح للوتر لإعادة الألتصاق للأنسجة في الجزء العلوي القريب من الذراع.
يعتمد علاج تمزق أوتار العضلة ذات الرأسين على ضدة الأصابة وفي معظم الحالات قد يتحسن الألم والتورم بدون اللجوء للجراحة مع مرور الوقت باستخدام الكمادات الباردة والضغط وأستخدام مضادات الإلتهاب أما الحالات الشديدة والأكثر خطورة فتحتاج للجراحة والعلاج الطبيعي بعد العملية لإستعادة القوة العضلية والوظيفية. عادةً ما تكون العملية الجراحية التصحيحية مخصصة للاعبين النخبة الذين يحتاجون للشفاء التام من الإصابة، أما المرضى الأكبر سناً فعادة يتم أستخدام تحرير بسيط للرأس الطويل دون إعادة تثبيته بعظمة العضد مما يسمح للوتر لإعادة الألتصاق للأنسجة في الجزء العلوي القريب من الذراع.